# 10 mm Auto
Le 10 mm Auto, également appelé 10 mm Bren Ten ou 10 mm Norma à ses débuts, est une cartouche mise au point et fabriquée depuis 1983 par Norma, un fabricant de munitions suédois, à l'origine pour le pistolet Bren Ten conçu par Jeff Cooper et fabriqué par Dornhaus & Dixon à Long Beach, Californie
Évalué en 1986 par le FBI pour remplacer le 9 mm Parabellum jugé trop faible, il fut jugé trop puissant pour bon nombre des tireurs du FBI et ses dimensions nécessitaient des poignées trop larges pour s'adapter à toutes les tailles de mains. Le résultat de cette évaluation déboucha sur le développement et l'adoption du .40 S&W. Le 10mm Auto ne rencontra en conséquence pas un succès important au sein des forces de l'ordre. Cependant il eut une carrière prolifique dans les compétitions de tir très en vogue aux États-Unis, notamment en IPSC et Pratical shooting.[réf. souhaitée]
Depuis le début des années 2020 environ, ce calibre connaît un regain d'intérêt chez les fabricants d'armes avec la sortie sur le marché de différents modèles de pistolets proposés par Glock, Smith & Wesson, SIG-Sauer, FN Herstal, Colt, Springfield Armory, Dan Wesson Firearms, Ruger, Kimber, Les Baer, Rock Island Armory, ou du revolver Smith & Wesson 610.

## Dimensions
Dimensions en mm de la cartouche 10 mm Auto
,

## Performance
À pleine puissance, la munition de 10 mm Auto produit une énergie sensiblement équivalente à la munition de .357 Magnum. Cependant, peu de fabricants de munitions proposent ces chargements puissants.

## Comparaisons du 10 mm Super auto
Ce tableau présente les caractéristiques balistiques des munitions d'armes de poing les plus connues. La performance utile typique se base sur les caractéristiques des munitions standard du marché les plus fréquemment rencontrées, ceci à titre de comparaison.
La performance d'une munition, c'est-à-dire son impact sur la cible s'exprime en joules selon la formule E = 1/2 M.V2 où M est la masse et V la vitesse de la balle
Le recul ressenti dans l'arme, se mesure lui par la quantité de mouvement exprimée en kg m/s selon la formule Q = M.V
Ainsi une munition de calibre .45 ACP a une performance comparable à une munition de 9 mm Luger (environ 510 J), mais provoque un recul supérieur (3,87 kg m/s contre 2,89 kg m/s)
|                                        | Données balistiques (munitions du marché) | Données balistiques (munitions du marché) | Données balistiques (munitions du marché) | Données balistiques (munitions du marché) | Données balistiques (munitions du marché) | Données balistiques (munitions du marché) | Données balistiques (munitions du marché) | Données balistiques (munitions du marché) | Données balistiques (munitions du marché) | Données balistiques (munitions du marché) | performance utile typique* | performance utile typique* | performance utile typique* | performance utile typique* |
| Caractéristique                        | Diamètre balle                            | Diamètre balle                            | longueur cartouche                        | longueur douille                          | poids balle                               | poids balle                               | vitesse min                               | vitesse max                               | Energie min                               | Energie max                               | Poids                      | Vitesse                    | Energie                    | Recul                      |
| -------------------------------------- | ----------------------------------------- | ----------------------------------------- | ----------------------------------------- | ----------------------------------------- | ----------------------------------------- | ----------------------------------------- | ----------------------------------------- | ----------------------------------------- | ----------------------------------------- | ----------------------------------------- | -------------------------- | -------------------------- | -------------------------- | -------------------------- |
| unité                                  | mm                                        | pouce                                     | mm                                        | mm                                        | g                                         | Grain                                     | m/s                                       | m/s                                       | J                                         | J                                         | grain                      | m/s                        | J                          | kg m/s                     |
| Munitions de pistolet semi-automatique |                                           |                                           |                                           |                                           |                                           |                                           |                                           |                                           |                                           |                                           |                            |                            |                            |                            |
| .22 LR                                 | 5,56                                      | .223                                      | 25,40                                     | 15,60                                     | 1,9 - 2,6                                 | 30 - 40                                   | 370                                       | 500                                       | 180                                       | 260                                       | 32                         | 440                        | 200                        | 0,91                       |
| 7,65 mm Browning                       | 7,94                                      | .313                                      | 25                                        | 17,30                                     | 4-5                                       | 62-77                                     | 280                                       | 335                                       | 170                                       | 240                                       | 73                         | 318                        | 239                        | 1,50                       |
| 9 mm court                             | 9,01                                      | .355                                      | 25                                        | 17,30                                     | 6                                         | 90                                        | 290                                       | 350                                       | 280                                       | 360                                       | 90                         | 300                        | 260                        | 1,72                       |
| 9 mm Luger                             | 9,01                                      | .355                                      | 29,70                                     | 19,15                                     | 8-12                                      | 124-180                                   | 330                                       | 400                                       | 480                                       | 550                                       | 124                        | 360                        | 520                        | 2,89                       |
| 9 mm Imi                               | 9,01                                      | .355                                      | 29,70                                     | 21,15                                     | 8-12                                      | 124-180                                   | 330                                       | 400                                       | 480                                       | 550                                       | 124                        | 360                        | 520                        | 2,89                       |
| .38 super auto                         | 9,04                                      | .356                                      | 32,51                                     | 22,86                                     | 8-10                                      | 124-154                                   | 370                                       | 430                                       | 570                                       | 740                                       | 130                        | 370                        | 580                        | 3,12                       |
| .357 SIG                               | 9,06                                      | .357                                      | 28,96                                     | 21,97                                     | 6,5-8                                     | 100-124                                   | 410                                       | 490                                       | 690                                       | 820                                       | 125                        | 413                        | 692                        | 3,34                       |
| .40 S&W                                | 10,17                                     | .400                                      | 28,80                                     | 21,60                                     | 8,7-13                                    | 135 - 200                                 | 300                                       | 340                                       | 500                                       | 700                                       | 180                        | 295                        | 510                        | 3,44                       |
| 10 mm Auto                             | 10,17                                     | .400                                      | 32,00                                     | 25,20                                     | 9-15                                      | 140 - 230                                 | 350                                       | 490                                       | 680                                       | 960                                       | 180                        | 380                        | 996                        | 4,82                       |
| .45 ACP                                | 11,43                                     | .450                                      | 32,40                                     | 22,80                                     | 11-15                                     | 170 - 230                                 | 255                                       | 340                                       | 480                                       | 670                                       | 230                        | 260                        | 510                        | 3,87                       |
| .45 GAP                                | 11,43                                     | .450                                      | 27,20                                     | 19,20                                     | 11-15                                     | 170 - 230                                 | 255                                       | 340                                       | 480                                       | 670                                       | 200                        | 310                        | 624                        | 4,03                       |
| .454 Casull                            | 11,48                                     | .452                                      | 45,00                                     | 35,10                                     | 16 - 26                                   | 240 - 400                                 | 430                                       | 580                                       | 2300                                      | 2600                                      | 300                        | 500                        | 2460                       | 9,72                       |
| .50 AE                                 | 12,70                                     | .500                                      | 40,90                                     | 32,60                                     | 19 - 21                                   | 300 - 325                                 | 440                                       | 470                                       | 1900                                      | 2200                                      | 300                        | 470                        | 2150                       | 9,13                       |
| Munitions de revolver                  |                                           |                                           |                                           |                                           |                                           |                                           |                                           |                                           |                                           |                                           |                            |                            |                            |                            |
| .22 LR                                 | 5,56                                      | .223                                      | 25,40                                     | 15,60                                     | 1,9 - 2,6                                 | 30 - 40                                   | 370                                       | 500                                       | 180                                       | 260                                       | 32                         | 440                        | 200                        | 0,91                       |
| .22 Magnum                             | 5,56                                      | .223                                      | 34,30                                     | 26,80                                     | 1,9 - 3,2                                 | 30 - 50                                   | 470                                       | 700                                       | 410                                       | 440                                       | 40                         | 572                        | 430                        | 1,48                       |
| .38 Special                            | 9,06                                      | .357                                      | 39,00                                     | 29,30                                     | 8-10                                      | 124-154                                   | 270                                       | 350                                       | 300                                       | 450                                       | 158                        | 295                        | 435                        | 3,02                       |
| .357 Magnum                            | 9,06                                      | .357                                      | 40,00                                     | 33,00                                     | 8-12                                      | 124-180                                   | 380                                       | 520                                       | 780                                       | 1090                                      | 158                        | 395                        | 796                        | 4,04                       |
| .41 Magnum                             | 10,40                                     | .410                                      | 40,40                                     | 32,80                                     | 11 - 17                                   | 170 - 260                                 | 380                                       | 480                                       | 900                                       | 1800                                      | 210                        | 375                        | 956                        | 5,10                       |
| .44 Magnum                             | 10,90                                     | .429                                      | 41,00                                     | 32,60                                     | 16 - 22                                   | 240 - 340                                 | 350                                       | 450                                       | 1000                                      | 1800                                      | 240                        | 360                        | 1010                       | 5,59                       |
| .460 S&W Magnum                        | 11,48                                     | .452                                      | 58,40                                     | 46,00                                     | 13 - 26                                   | 200 - 400                                 | 465                                       | 700                                       | 2700                                      | 3800                                      | 260                        | 630                        | 3340                       | 10,64                      |

## Galerie

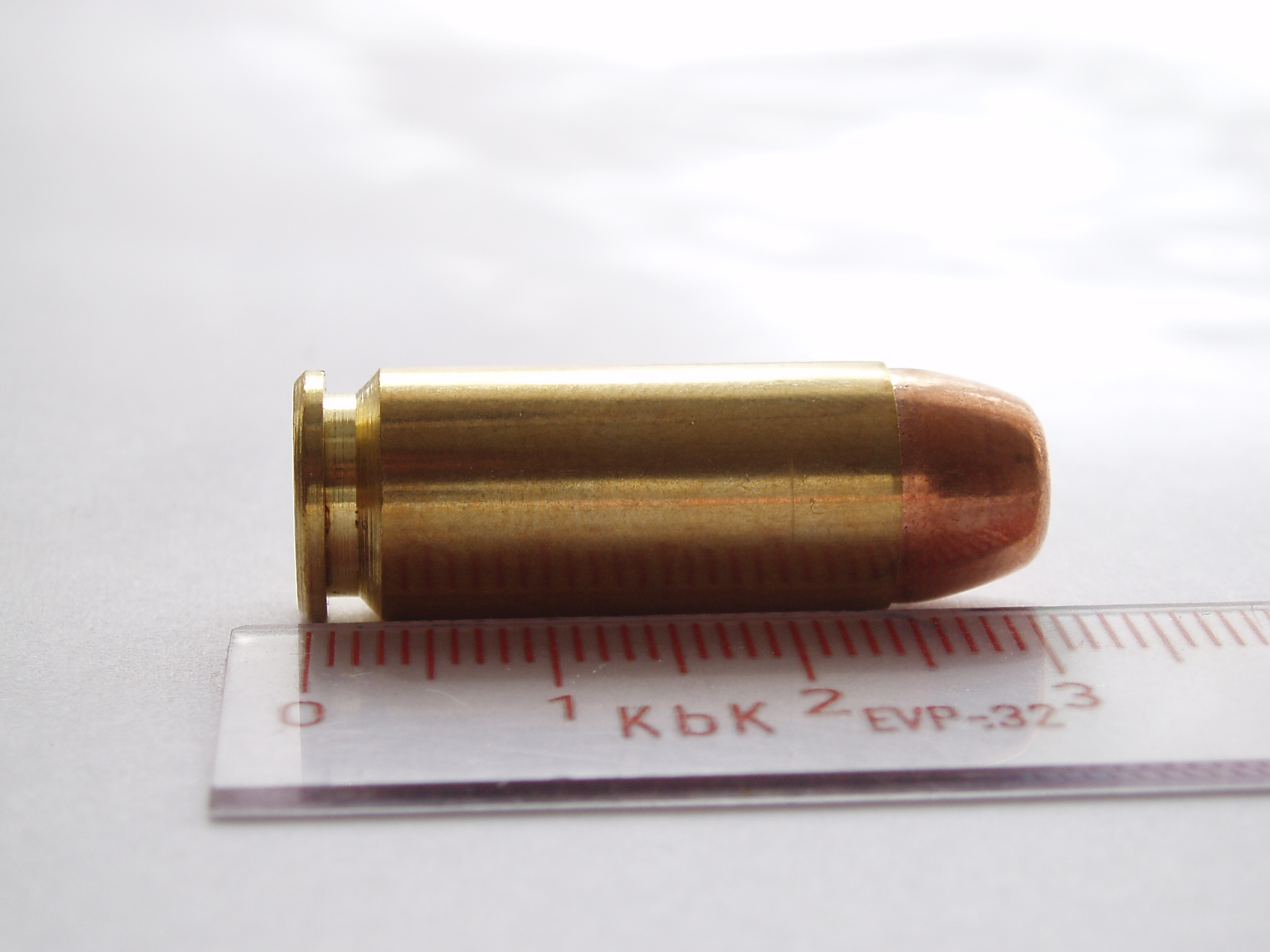
Cartouche 10mm Auto
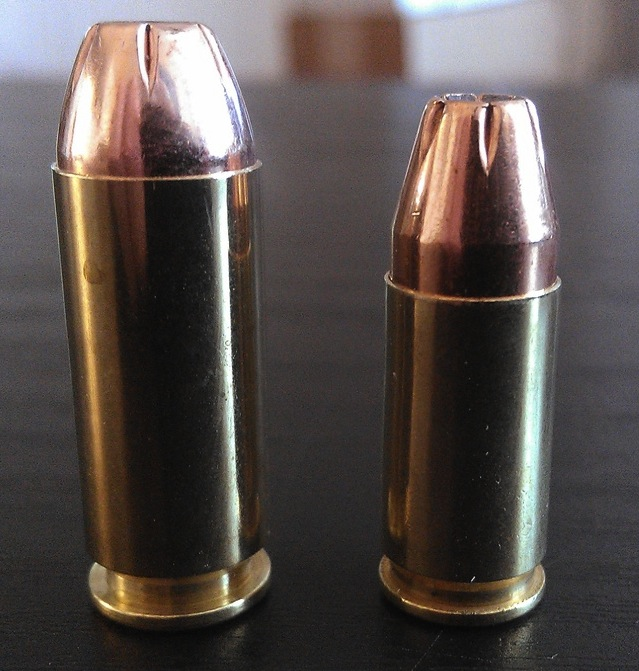
10 mm Auto comparée à 9 mm Parabellum
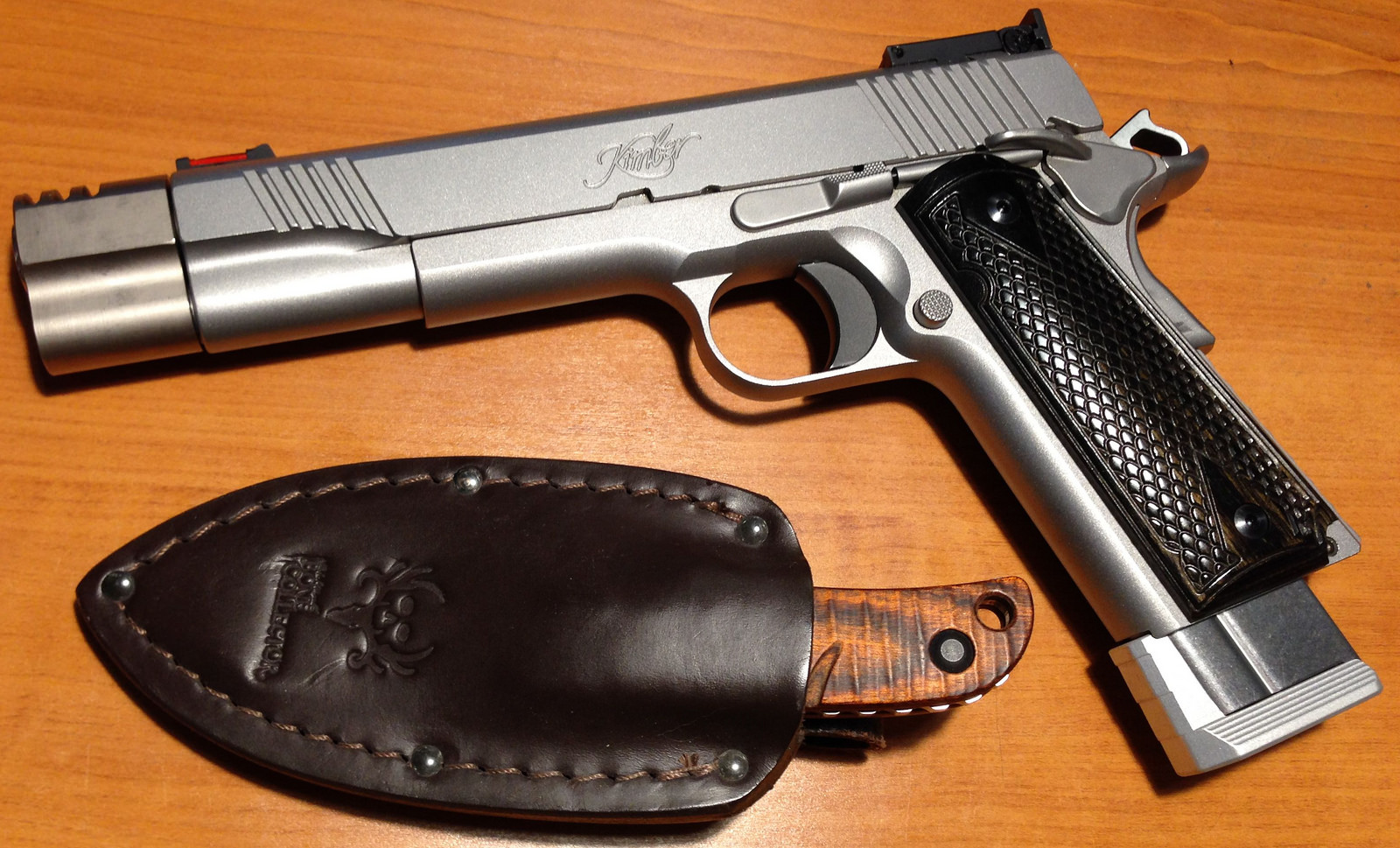
Kimber Custom Target II à canon 6" en 10 mm Auto
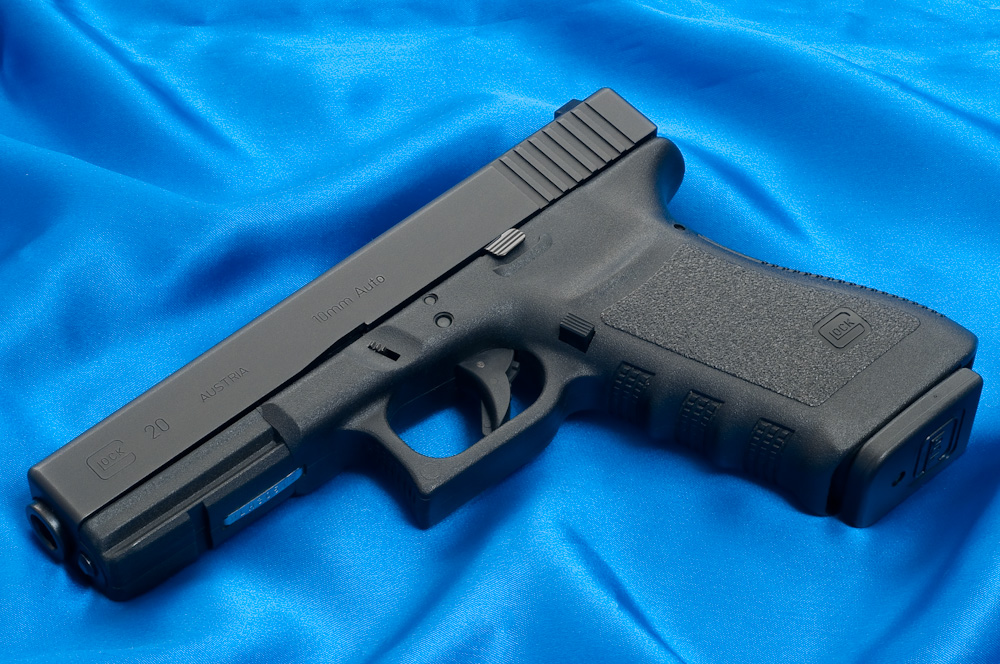
Glock 20 chambré en 10 mm Auto